# Karolina Siewastjanowa
Karolina Andriejewna Siewastjanowa, ros. Каролина Андреевна Севастьянова (ur. 25 kwietnia 1995 w Kijowie) – rosyjska gimnastyczka artystyczna, złota medalistka olimpijska, mistrzyni igrzysk olimpijskich młodzieży, 2-krotna mistrzyni Europy.

## Ordery i odznaczenia
- Order Przyjaźni (13 sierpnia 2012) – za wielki wkład w rozwój kultury fizycznej i sportu, wysokie osiągnięcia sportowe na zawodach XXX Olimpiady 2012 roku w mieście Londynie (Wielka Brytania)[2]
- Zasłużony Mistrz Sportu (20 sierpnia 2012 roku)